# Pequignet
Pequignet es una manufactura francesa que produce relojes de lujo, fundada en 1973 por Émile Pequignet en Morteau (una localidad del Franco Condado). La marca, adquirida en 2004 por Didier Leibundgut, se convirtió en una fábrica de alta relojería. En 2017, cuatro empleados se hicieron cargo de la firma con el objetivo de volver a centrarse en la tradición de la marca.

## Historia
Émile Pequignet fundó la marca EP Pequignet en 1973, en Morteau, una localidad del Franco Condado. En 1984 la firma introdujo la Maille Moorea, un novedoso elemento de acero articulado al brazalete. Esta pulsera se convertirá en el símbolo de la marca, su identificación visual. Péquignet por entonces producía principalmente relojes de mujer, equipados con movimientos comprados en el mercado, y recibió cinco veces el "premio de la esfera dorada" por la estética de sus diseños.
En la década de 2000, Émile Pequignet se jubiló y, el 15 de enero de 2004, Didier Leibundgut adquirió la marca. Contrató a su equipo de ingenieros (compuesto por sus dos hijos, Huy Van Tran y Philippe Blanchot), quienes crearon un movimiento mecánico específico de la marca, el Caliber Royal. El Royal Lily (Lirio Real) se convirtió en el emblema de la marca.
Dos revistas japonesas, «Chronos» y «Watch File», llegando incluso a elegir el Calibre Royal de Pequignet «Mejor reloj del año 2011», lo que le valió el sobrenombre de «Jardín Francés» por su diseño.
En marzo de 2012, debilitada por importantes inversiones y con problemas de tesorería, la empresa se declaró en quiebra con un período de observación de seis meses. Finalmente, el Tribunal de Comercio aceptó un plan de continuación. Philippe Spruch y Laurent Katz (LaCie) adquirieron la empresa en julio de 2012.
Pero la actividad siguió siendo deficitaria: diez millones de euros de pérdidas en 2012, 2013 y 2014.
En diciembre de 2016, la empresa seguía inmersa en graves dificultades, y se confió la gestión a Laurent Katz para buscar un comprador antes de febrero del año siguiente. Sin embargo, después de 5 años consecutivos de resultados catastróficos, la situación se consideraba desesperada.
La marca fue adquirida el 21 de marzo de 2017 por cuatro directivos de la empresa matriz (Antoine Commissione, Bernard Espinas, Dani Royer y Aymeric Vernhol), conservando la fabricación histórica, los mismos modelos y los mismos distribuidores a través de la empresa Pequignet Horlogerie.
En 2021, el empresario Hugues Souparis adquirió una participación en la fábrica y se posicionó como accionista mayoritario a través de su empresa Enowe Excellence.

## Movimientos

### Calibre Royal
El Calibre Royal (llamado así con motivo de su presentación en la feria internacional Baselworld de 2010) es un movimiento automático innovador, íntegramente diseñado, controlado y montado por Pequignet en Morteau. Existe en varias versiones: con o sin manecilla GMT, indicador de fase lunar o versión sin cuerda automática entre otras.
La configuración de fecha y día grandes con indicador de reserva de energía cuenta con 298 piezas (318 con fase lunar). Los 250 planos necesarios para materializar su diseño se produjeron en el laboratorio Pequignet. Este calibre incluye todas las complicaciones en un espesor de 5,88 mm, una reserva de marcha de 88 horas y un salto de fecha instantáneo a medianoche en punto (evitando la "zona muerta", es decir, el rango de tiempo alrededor de la medianoche durante el cual no se puede ajustar la fecha).

### Calibre Initial
En 2020, Pequignet anunció el lanzamiento al mercado de un segundo movimiento automático, el Calibre Initial, más pequeño, menos costoso y menos complejo que el Calibre Royal. Este movimiento de tres manecillas, incluye fecha y está equipado con 65 horas de reserva de marcha. En última instancia, permitía dar lugar a versiones GMT e incluso estaba diseñado para alojar un módulo para un cronómetro. Estaba prevista una producción de 5.000 unidades al año, de las que 1.500 estaban destinadas a relojes de otras marcas francesas (Pequignet deseaba, por lo tanto, convertirse en proveedor de movimientos). Este calibre equipaba dos colecciones dentro de la gama de la marca: Attitude y Concorde.